# Kirkuk
Kirkuk, també Karkuk o Kerkuk, formes avui dia poc usades (kurd: که‌رکووک, Kerkûk; àrab: كركوك, Kirkūk; siríac: ܐܪܦܗܐ; turc: Kerkük) és una ciutat de l'Iraq, capital de la governació homònima. La regió limita amb el Pir Magrun (Gudrun) al nord-est, els rius Zab i Tigris a l'oest, les muntanyes Hamrin al sud i el riu Sirwan (Diyala) al sud-est. Està ubicada en el lloc de l'antiga ciutat hurrita d'Arrapha o Arraphka (que voldria dir «ciutat»), a la vora del riu Khasa, establiment que té uns cinc mil anys d'antiguitat. Els kurds i turcmans la consideren la seva capital cultural històrica.

## Població
El 1912 s'estimava que tenia 15.000 habitants i el 1922 uns 25.000. El 1965 el cens va donar 184.000 habitants dels quals 71.000 kurds, 55.000 turcmans i 41.000 àrabs. La població estimada el 2003 era de 622.249 segons la Central Organization for Statistics and Information Technology, Iraq (Annual Abstract of Statistics 2005-2006).
El liwà, després muhàfadha, va passar de 388.900 habitants el 1957 a 523.000 el 1970. Els kurds hi eren majoria. Excepte els assiris, que són cristians caldeus o nestorians, els àrabs, els kurds i els turcmans són musulmans sunnites, excepte una part dels turcs que són kizilbashis.

## Història

### Antiguitat
Originalment la ciutat fou fundada pels muntanyesos dels Zagros coneguts com a gutis. Amb el nom d'Arraphkha, Kirkuk fou capital del regne de Guti esmentat a les tauletes cuneïformes vers 2400 aC.
Els hurrites es van establir a la zona vers el 2000 aC després de la caiguda d'Akkad i van formar el regne d'Arrapha. La caiguda de Babilònia poc després del 1600 aC va afavorir de moment al regne però vers el 1500 aC ja era vassall de Mitanni al que fou annexionat després del 1450 aC sota el rei Sausatatar. Després del 1360 aC els assiris, vassalls de Mitanni, es van revoltar i van acabar dominant la zona.
Un fill de Salmanasar II (vers 858-824 aC) es va revoltar a la ciutat contra el seu pare que havia envellit. Sota Ashurdan III (773-755 aC) fou escenari d'un altra revolta. El 616 aC fou ocupada pel babiloni Nabopolasar abans de passar a Ciaxares de Mèdia a l'any següent. La regió va quedar exposada als atacs dels pobles muntanyesos del nord-est. Dels medes va passar als perses de la dinastia aquemènida, enderrocats pels macedonis d'Alexandre el Gran després del 332 aC. Fou part dels dominis d'Antígon el Borni i després de Seleuc I Nicàtor sota el que va formar una satrapia; al segle ii aC (vers 120 aC) va passar als parts i apareix un regne local, la Corduena de les fonts clàssiques, que després del 85 aC va caure en poder de Tigranes II d'Armènia. Després del 68 aC va oscil·lar entre els parts i Roma. A partir del 224 els sassànides es van apoderar de l'Imperi Part i la Corduena va quedar com un principat de l'Armènia Sofene, sotmès sovint a Pèrsia i Roma fins que el 387 va quedar dins la Persarmènia. Els prínceps locals de Corduena van seguir en possessió del país almenys fins a la conquesta turca al segle xi. Sota els sassànides el país era anomenat (segons Moisès de Khorèn) Garmakan, (kurd: Garmian), o en siríac Beth Garmai, i la ciutat de Kirkuk portava llavors el nom de Karkha (Karkha de Beth Selokh que derivaria del rei Seleuc I constructor d'una torre a la ciutadella local); al segle v, sota domini sassànida, fou un centre dels nestorians i hi residia el metropolita de Beth Garmai. El 445 el rei Isdigerdes II (438-457) va ordenar una matança de cristians i en van morir uns quants milers. En canvi sota Còsroes II (Khusraw II 590-628) un cristià de la ciutat, de nom Yazdin, va exercir com a gran argenter del rei; es va fer tan famós que la ciutat es va dir temporalment Karkh Yazdin.

### Islamització
Amb la invasió àrab i musulmana al segle vii, la regió de Beth Garmai va ser anomenada Badjarma. Va pertànyer al califat Raixidun, omeia i abàssida, als buwàyhides i als seljúcides. Al segle xii apareix en mans dels begtegínides amb seu a Irbil (Arbela). A la mort de Mizaffar al-Din Kökburi el 1232 les possessions de la dinastia van retornar al Califat Abbàssida fins que aquest fou conquerit el 1258 pels mongols. Fou després part del kanat Il-kan i el 1335 dels dominis djalayàrides.
Al final del segle xiv, sota Tamerlà, s'esmenta Kirkuk per primer cop amb aquest nom en una història de Sharaf al-Din Ali Yazdi. Després dels timúrides hi van governar els aq qoyunlu fins a la conquesta safàvida al començament del segle xvi però va passar a l'Imperi Otomà per la pau d'Amasya de 29 de maig de 1555. Els turcs la van considerar una posició clau en la defensa de la frontera oriental. El 1623, després de la conquesta de Bagdad pels perses, Kirkuk va passar igualment a les seves mans. Gazi Ekrem Hüsrev Paixà (Khusraw Pasha) la va recuperar el 1630; el 1638 el sultà Murat IV hi va passar en el seu camí per reconquerir Bagdad. Aquesta situació inestable de frontera va augmentar el poder dels senyors locals kurds d'Ardalan. Però quan els paixes otomans de l'eyalat de Shahrizur van estabilitzar la frontera al seu favor, va esdevenir un dels 32 sandjaks d'aquest eyalat, i el paixà la va triar com a residència en lloc de Shahrizur, ja que la fortalesa d'aquesta havia estat arrasada temps abans pel xa Abbas I el Gran (1571-1629).
El 1731 Nadir Shah la va assetjar sense èxit; el 1733 el gran visir Topal Othman Pasha (Topal Osman Pasha) va ser completament derrotat (i mort) en una gran batalla prop de Kirkuk (12 de març de 1732). El 1743 la ciutat fou ocupada finalment pels perses retornant a Turquia per la pau de 1746 i va restar a l'Imperi Otomà fins al final de la I Guerra Mundial. El eyalat de Shahrizur va desaparèixer a la reorganització administrativa de 1869 i es va formar el sandjak de Sharizur (equivalent a les posteriors governacions d'Irbil i Kirkuk) mentre Shahrizur va passar al sandjak de Sulaymaniyah. El 1879 va quedar dins el vilayat de Mossul dividit en tres sandjaks o liwes (Mossul, Kirkuk i Sulaymaniyah); el 1918 del sandjak de Kirkuk foren segregats tres kada per formar la liwa d'Irbil

### Colonització europea

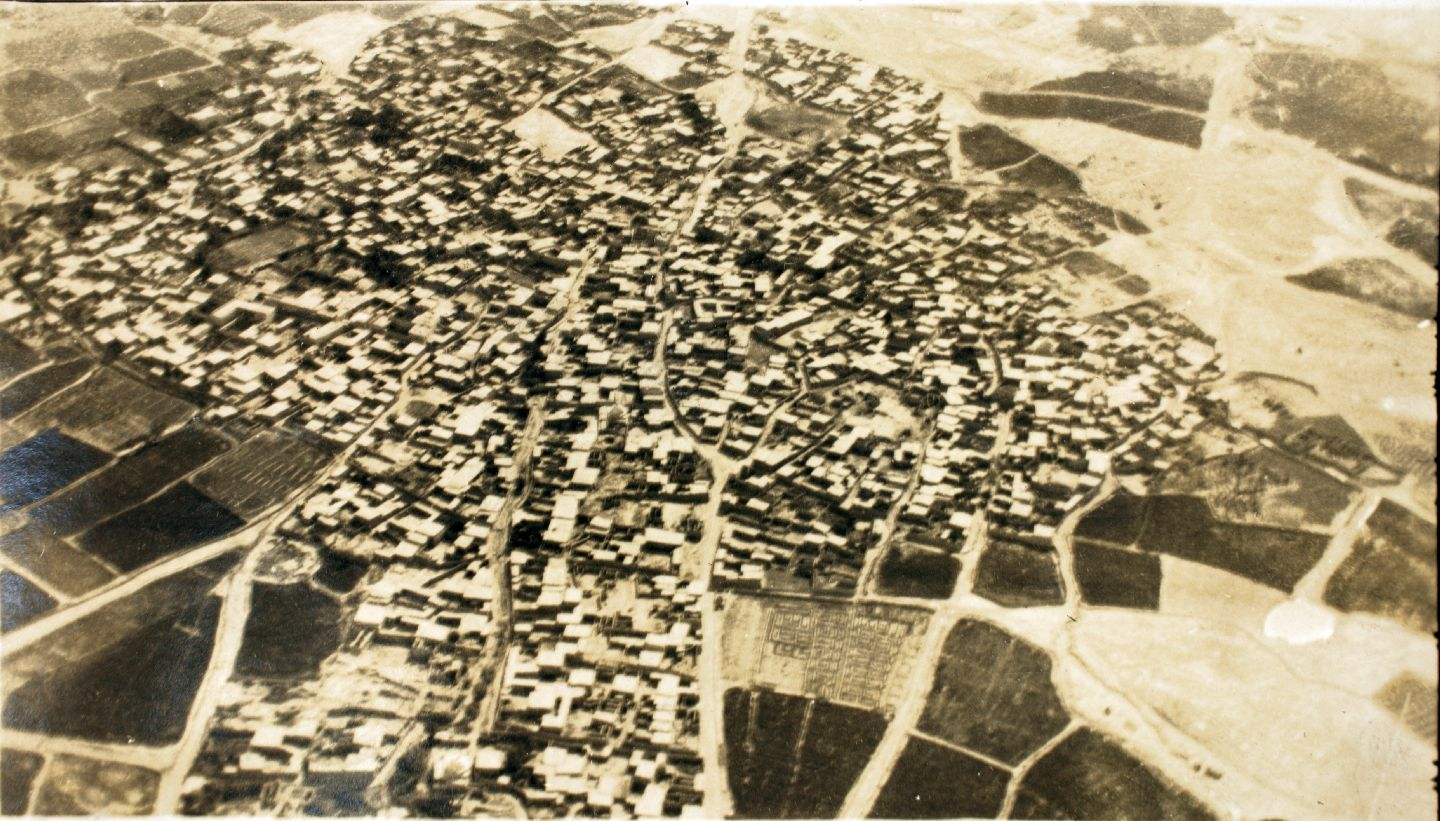
Vista aèria de Kirkuk cap als anys 40 del segle XX

El 7 de maig de 1918 fou ocupada pels britànics però abandonada al cap de pocs dies. L'octubre de 1918 els britànics tornaven a ocupar la ciutat i estava sota el seu control al moment de l'armistici de Mudros. No va participar en la revolta kurda i el districte fou administrat sense incidents. Al referèndum de 1921 la regió de Kirkuk va rebutjar a l'emir Faisal I ibn Hussein com a rei de l'Iraq. Es va iniciar la propaganda turca organitzada per un comitè turc fundat per la família local turcmana dels Naftçizada i altres elements turcofils. El 17 de març de 1922 els turcs van nomenar un caimacan a Ruwunduz i al juliol hi va arribar el coronel Ali Shafik, de malnóm Óz Demir (Home de Ferro) que va fer alguns avenços sobre el terreny però no va poder recuperar tot el vilayat de Mossul que els turcs van reclamar (sense èxit) a la Conferència de Lausana (20 de novembre de 1922 a 2 de febrer de 1923). El tractat de Lausana de 24 de juliol de 1923 deixava en suspensa la qüestió que fou sotmesa a la Societat de Nacions la qual va enviar una comissió d'investigació i en la 37è sessió de la societat feta a Ginebra el 16 de desembre de 1924, es va atribuir el territori en litigi a l'Iraq, incloent doncs Kirkuk. El 1925 la divisió administrativa establia que el liwa de Kirkuk el formaven 4 kada: Kirkuk, Kifri, Çamçamal i Gil.
Les principals famílies àrabs de la ciutat són els Tikriti (arribats al segle xvii des de Tikrit) i els Hadidi (àrab: الحديدي). Altres famílies àrabs establertes durant el domini otomà foren els Al-Ubaid (العبيد) i els Al-Jiburi (الجبور). La major onada d'emigrants àrabs es va produir no obstant sota el règim baasista que hi va traslladar a famílies del sud, desplaçant a milers de kurds en un procés anomenat arabització (taarib); els turcmans hi van emigrar des del temps del califat com a reclutes militars, i després en van arribar molts més amb els seljúcides; la població turcmana es va ampliar sota l'Imperi Otomà quan hi van emigrar turcs de Turquia.
El 1927 es va descobrir el camp de petroli de Baba Gurgur ("Sant Blai" en turcman i kurd) prop de la ciutat. Fou explotat per la Iraq Petroleum Company (IPC) des de 1934. D'aquest camp s'ha tret quasi tota la producció del nord, i el 1998 tenia unes reserves de més de deu bilions de barrils (1,6 km³); produeix un milió de barrils al dia la meitat de les exportacions iraquianes.

### Independència i la qüestió kurda
L'acord d'autonomia de Kurdistan d'11 de març de 1970 reconeixia diversos drets culturals als kurds però l'extensió del territori afectat quedava posposada a un cens que s'havia de fer. Com que segurament haguera donat una majoria kurda a Kirkuk, als camps de petroli propers i a la zona secundària petrolífera de Khanaqin al sud de Sulaymaniyah (kurd: Sîlemanî) el cens es va demorar. El 14 de juny de 1972 la Iraq Petroleum Company (IPC) fou nacionalitzada. El cap kurd mullah Mustafa Barzani va reclamar formalment Kirkuk i els camps de petroli el 1973 i això fou considerada pel govern iraquià com una declaració de guerra i el març de 1974 el govern va declarar unilateralment una autonomia que disminuïa els drets kurds i n'excloïa expressament Kirkuk i la seva regió (fixant els límits segons el cens de 1957 quan els kurds no es podien declarar com a tals per por de represàlies) així com els camps de Khanaqin and Shingal/Sindjar. El règim iraquià va fer al mateix temps una reforma administrativa en què les setze províncies (governacions) del país van canviar el nom i en alguns casos els seus límits. L'antiga governació de Kirkuk fou dividida en dos, l'àrea a l'entorn de la ciutat fou anomenada governació d'al-Tamim (التأميم, «nacionalització») i els seus límits alterats per obtenir la majoria àrab. El govern iraquià va expulsar sistemàticament als kurds (uns 500.000) i als assiris de Kirkuk i altres pobles de la regió. Els turcmans van donar suport al govern. Els kurds van haver d'emigrar a les províncies del nord i al seu lloc i van ser enviats àrabs en el procés anomenat «arabització» (taarib), ja abans esmentat. Quan el 1977 es va fer el cens previst el 1970, l'acord d'autonomia ja estava mort. El programa d'arabització es va intensificar després de la fracassada revolta kurda de març de 1991 (que per un temps va dominar Kirkuk). Els kurds de Kirkuk, Sindjar, Khanaqin, i altres llocs foren transferits a altres regions; els que eren traslladats primer eren els que es negaven a signar un document anomenat «correcció de nacionalitat» pel qual els membres de les minories residint en aquestes zones declaraven renunciar a la seva identitat ètnica (assíria o kurda principalment) i es registraven com àrabs; els expulsats perdien a més les seves propietats i si anaven a les zones controlades pels peshmergues se'ls retirava la carta de racionament; l'alteració ètnica s'havia produït completament al cens de 1997. La muhàfadha d'al-Tamim (dirigida per un muhàfidh) estava dividida en cinc qadà (cadascun sota un caimacan): Kirkuk, Tuz Khurmatu, Çamçamal, Huwaydja i Kifri. El qadà de Kirkuk estava dividit al seu torn en cinc nàhiyes (administrades per un mudir cadascuna): Taze Khurmantu, Kara Hasan, Altun Kopri, Dibs i Shuwan.
El mal manteniment del camp de Baba Gurgur en l'era de Saddam Hussein ha desvaloritzat no obstant la producció, ja que per diverses causes el petroli és més viscós del que hauria de ser i, per tant, més car d'extreure i de refinar. En el programa «petroli per aliments» autoritzat pel Consell de Seguretat després de la Guerra del Golf de 1991, l'oleoducte entre Kirkuk i Ceyhan (a Turquia) fou un dels llocs autoritzats per a les exportacions de petroli iraquià.
Després de l'ocupació americana el març de 2003, entre abril de 2003 i desembre de 2004 hi va haver 123 atacs a les infraestructures, especialment els oleoductes. Els americans van crear la Task Force Shield per vigilar les instal·lacions i especialment l'oleoducte Kirkuk-Ceyhan. Les instal·lacions no van patir bombardejos i van quedar poc afectades per la guerra però els sabotatges després de la guerra van causar uns danys de potser fins al 80% del total de tots els patits. Al mateix temps milers dels desplaçats kurds i assiris tornaven a Kirkuk i a les poblacions de la regió i reclamaven les seves antigues propietats que havien estat ocupades per àrabs procedents del sud i centre del país. Sota supervisió del cap executiu de l'Autoritat Provisional de la Coalició, L. Paul Bremer, es va fer una convenció el 24 de maig de 2003 que va seleccionar el primer consell de la ciutat en tota la seva història. Cada grup ètnic (quatre) va estar representat per una delegació de 39 membres dels quals 6 tindrien lloc al consell; altres sis membres serien elegits entre 144 delegats enviats per grups socials independents com mestres, advocats, religiosos i artistes. Això va donar un consell de 30 membres dels que sis eren kurd, sis àrabs, sis assiris i sis turcmans, i la resta eren independents si bé cinc d'ells eren kurds. A més el representant d'àrabs i kurds a l'executiu del consell (el vice alcalde) era considerat prokurd. Abdul Rahman Mustafa (عبدالرحمن مصطفى), un advocat de Bagdad, fou elegit alcalde per 20 vots a 10 i l'àrab Ismail Ahmed Rajab Al Hadidi (اسماعيل احمد رجب الحديدي) vice alcalde.
El 30 de juny de 2005 amb àmplia participació, es va fer la primera elecció del consell provincial, per elegir 41 escons. Els resultats foren: 
- 26 escons per la llista de la Germandat de Kirkuk
- 8 escons per la llista de Front Turcman Iraquià
- 5 escons per la llista de la Reunió Republicana de l'Iraq
- 1 escó per la llista de la Coalició Islàmica Turcmana
- 1 escó per la Llista de la Reunió Nacional de l'Iraq

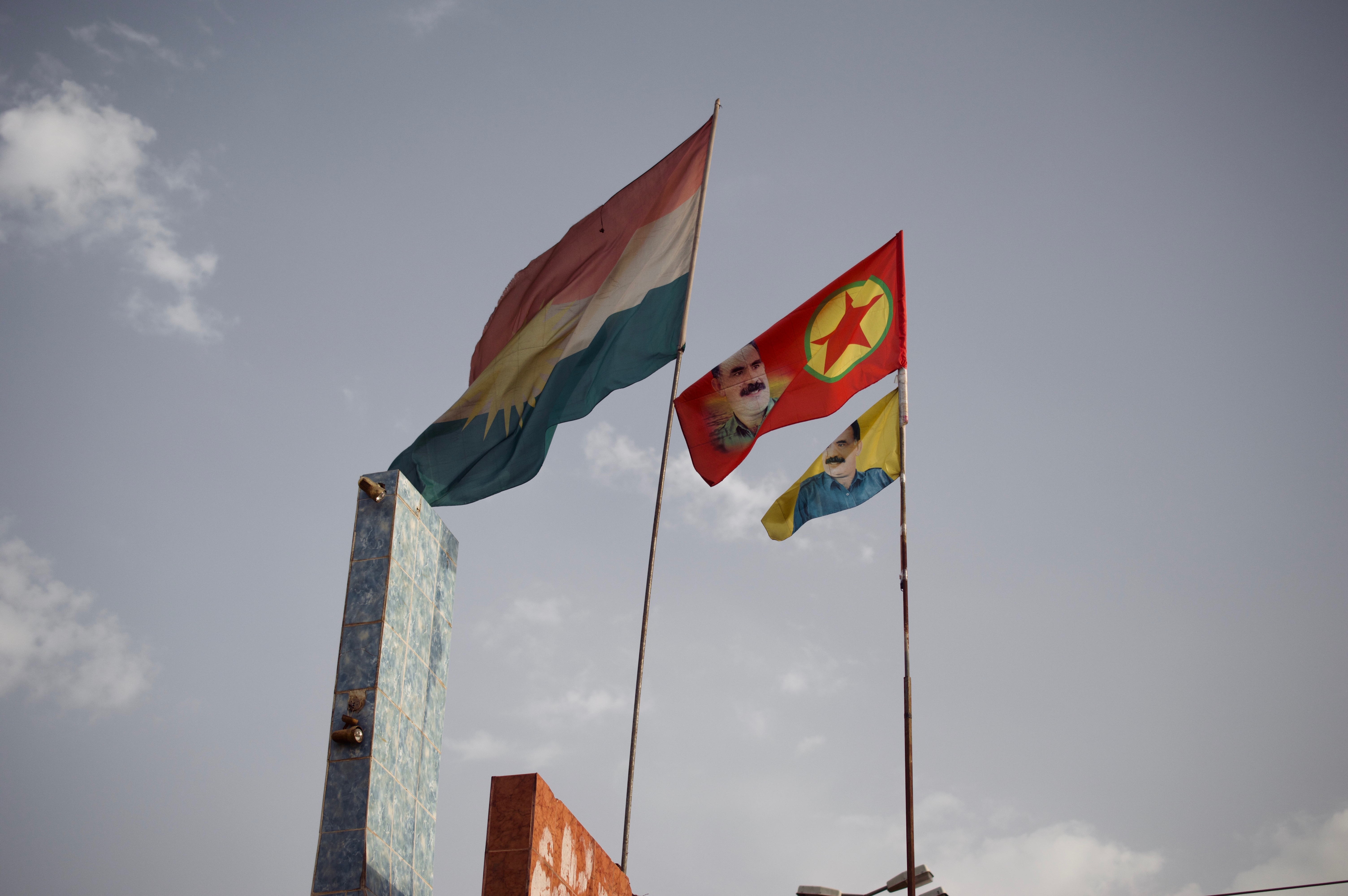
Banderes del PKK, Abdullah Öcalan i del Kurdistan iraquià a Kirkuk en setembre de 2017

El consell provincial va començar a actuar el 6 de març de 2005. El primer ministre del Kurdistan, Barham Salih, de la Unió Patriòtica del Kurdistan va declarar que Kirkuk fou originalment una ciutat kurda i, per tant, corresponia al Kurdistan i així haguera estat de no ser pel petroli, i va dir que no atendre aquesta petició era buscar una guerra civil. L'article 58 de l'administració de l'estat iraquià pel període de transició (Llei administrativa de 9 de març de 2004) considerada una constitució provisional, establia que el govern hauria de prendre mesures per posar remei a les injustícies causades per les pràctiques del règim anterior de caràcter demogràfic en certes regions, incloent Kirkuk, deportant dels seus llocs de residència i forçant a la gent a emigrar fora de la regió. Un referèndum s'havia de fer el novembre de 2007 però fou posposat, i després s'ha posposat altres vegades i no té data.
Les tropes de l'exèrcit iraquià van abandonar la ciutat el 2014, davant l'avanç de l'Estat Islàmic en ciutats al sud com Tikrit. La ciutat va ser alliberada íntegrament pels peixmerga (forces kurdes) al juny de 2014. Es van col·locar banderes del Kurdistan iraquià en edificis públics i governamentals.
L'octubre de 2017 l'exèrcit iraquià i les Forces de Mobilització Popular van iniciar una ofensiva per prendre el control de la Governació de Kirkuk, en mans del Govern Regional del Kurdistan, que setmanes abans havia celebrat un referèndum sobre la independència. Finalment el 16 d'octubre de 2017 els peixmerga kurds van deixar la ciutat, que des de llavors va quedar en mans de les tropes i autoritats iraquianes.

## Llocs destacats
- Ciutadella
- Qishla
- Tomba dels profeta Daniel
- Mercat Bazari Pirehmerd
- Jaciments arqueològics de Qal'at Jarmo i Yorgan Tepe, a la rodalia

Moltes antigues esglésies foren destruïdes a la Guerra de l'Iraq. Moltes ho havien estat ja durant la I Guerra Mundial i al final d'aquesta.

## Agermanaments
- Arbela
- Mossul